# سیستر سین
سیستر سین (انگلیسی: Sister Sin) یک گروه هوی متال سوئدی از شهر یوتبری است که در سال ۲۰۰۵ تشکیل شد.